# Rinaldo degli Albizzi
Rinaldo degli Albizzi ou Rinaldo degli Albizi (Florence, 1370 – Ancône, 1442) est un homme politique florentin du Quattrocento, fils aîné de Tommaso, qui parvenu au gouvernement en 1429, entraîna Florence dans de folles entreprises et fut exilé en 1434, au retour des Médicis. Avec lui finit la prédominance de cette famille.

## Biographie
Après la révolte de Volterra contre Florence en 1428, Rinaldo degli Albizzi est envoyé « racheter » Volterra aux rebelles dirigés par les Prieurs et Giovanni di Contugi. Rinaldo incite Niccolò Fortebraccio à « attaquer le Lucchese sous le prétexte d'une querelle fictive », action qui a conduit à Florence à la conquête de Lucques. Au cours de cette campagne, Rinaldo degli Albizzi a été accusé de s'enrichir, démis de ses fonctions et rappelé à Florence. Dans les années 1430, Rinaldo ligue certains nobles florentins contre Cosimo de' Medici, dont il craignait qu'il ne devînt trop puissant.
Finalement, Rinaldo aide un certain Bernardo Guadagni à obtenir un poste parmi les « Signori » en remboursant ses dettes, qui l'avaient empêché de se présenter aux élections. Guadagni devient Gonfalonier de justice et Rinaldo convoque Cosme de Médicis au Palais le fait prisonnier et condamner à dix ans d'exil de Florence (1433).
Cependant, à cause de la guerre contre le Duché de Milan, Cosme retourne à Florence  un an plus tard (1434) sous l'acclamation populaire et Rinaldo est exilé à son tour pour mourir à Ancône en 1442.

## Publications
Rinaldo degli Albizi a laissé Commissioni, une série d'écrits sur ses missions politiques, exemple de prose en style diplomatique.